# Beati Paoli
Beati Paoli est le nom d'une ancienne société secrète présente dans la Sicile médiévale.

## Historique
Cet ordre chevaleresque, apparu à Palerme au XIIe siècle, se battait notamment pour la redistribution des richesses préalablement prises aux nobles siciliens. Même si des doutes profonds subsistent sur le mode opératoire et la réelle organisation de cette confrérie, elle est connue dans la région comme un Robin des Bois italien. 
Plusieurs publications du XVIIIe siècle mentionnent la légende de cette secte, héritière des Vendicosi médiévaux. Ainsi le marquis de Villabianca cite deux membres qui auraient été pendues en 1704 et 1723. 
Son histoire est transmise au siècle suivant par les contes populaires et par la dénomination officielle par la municipalité de Palerme en 1874 d'une rue Beati Paoli où se serait tenu leur siège. redécouverte à la suite de la publication du livre de Luigi Natoli I Beati Paoli en 1909. Même si elle a souvent été très romancée il y a des preuves que les Beati Paoli ont réellement existé[réf. nécessaire]. 
La légende des Beati Paoli a été approprié par les mafias modernes comme Cosa Nostra qui revendique d'être comme eux une organisation rendant justice aux victimes de la justice officielle. Les premiers mafieux siciliens aimaient à se comparer aux successeurs des Beati Paoli. Lors de son procès Toto Riina, le boss des boss de la mafia, fit de nombreuses références à cette organisation.